# Química supramolecular

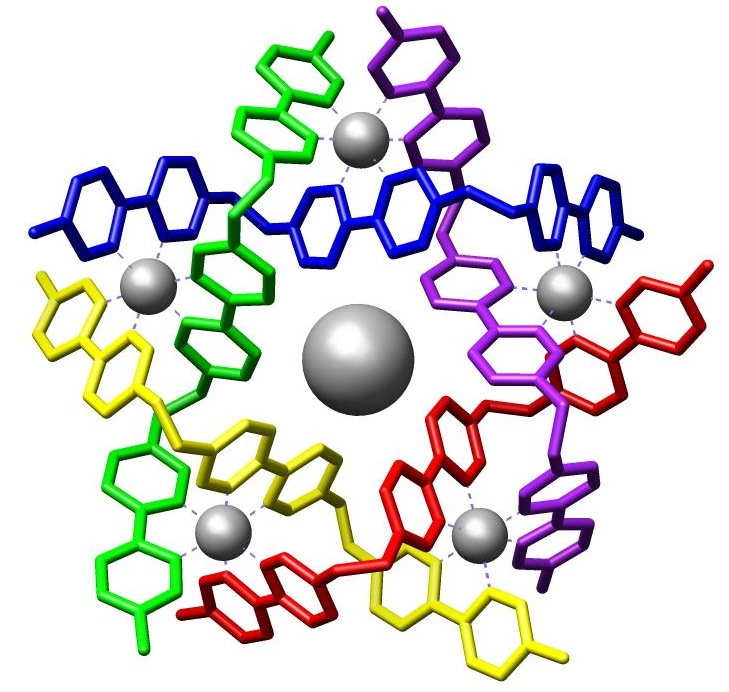
Exemplo de um agregado supramolecular

Química supramolecular pode ser descrita como o ramo da química que estuda agregados de moléculas ou íons, também conhecidos como “supermoléculas”, unidos por interações não covalentes. É um campo multidisciplinar que abrange conceitos de química orgânica, química inorgânica e físico-química, principalmente, necessários para o entendimento, síntese e caracterização dos agregados supramoleculares, e é distribuida em duas principais categorias: química hospedeiro-convidado e auto-montagem molecular.
O Prêmio Nobel de Química de 2016 foi dado a Jean-Pierre Sauvage, Sir J. Fraser Stoddart e Bernard L. Feringa pelo “design e síntese de máquinas moleculares”, um feito importante para a química supramolecular.

## Introdução
Para se formar um agregado supramolecular deve haver um conjunto de fatores a ser cumprido, como haver sítios de ligação apropriados para uma molécula hospedeira se ligar com a convidada. Esses sítios são regiões da molécula com tamanho, geometria e função próprias para formação da interação.

### História
O sistema supramolecular mais antigo conhecido é o enzima-substrato, muito estudado por Hermann Emil Fischer que desenvolveu o "modelo chave-fechadura" em 1894. Foi determinado que apenas certos tipos de substratos se ligam com enzimas específicas, tal como se enzimas atuassem como fechaduras e substratos como chaves: os substratos deveriam ter formato e tamanho exato para encaixar na fechadura. Esse modelo rígido, porém, não retratou com totalidade o sistema, pois as enzimas muitas vezes alteram sua conformação para agregar o substrato.
As enzimas costumam ser muito maiores que os substratos que catalisam, tendo um determinado sítio ativo que possui funções específicas para formação de interações com o substrato. Estas interações alteram energeticamente a molécula e promovem a catálise da reação. Este sítio ativo apenas reconhece determinado(s) substrato(s) específico(s), o que justifica a seletividade das enzimas. Este também foi o primeiro caso de reconhecimento molecular, propriedade muito importante para a química supramolecular, e foi o início da química hospedeiro-convidado.

Exemplo de agregado formado por interação íon-dipolo.

### Interações Intermoleculares
As interações que formam supermoléculas são de natureza não covalente, ou seja, mais fracas que estas, e deve haver complementaridade e cooperatividade entre moléculas hospedeira e convidada: ambas as moléculas devem possuir sítios de ligação complementares e que promovam uma estabilização energética maior unidos que separados. Devido a diminuição entrópica do sistema, para esta reação ser favorável termodinamicamente deve haver uma estabilização entálpica de forma a energia livre final ser negativa.
Tipos de interações possíveis são:
- Íon-íon: interação eletrostática entre um cátion e um ânion, da ordem de 200~300kJ/mol;
- Íon-dipolo: interação eletrostática entre um íon e uma molécula com momento dipolar diferente de zero, da ordem de 50~200 kJ/mol;
- Ligações de hidrogênio: interação entre átomos muito eletronegativos e hidrogênio, da ordem de 4~120 kJ/mol;
- Dipolo-dipolo: interação entre duas moléculas com momento dipolar positivo, da ordem de 5~50 kJ/mol;
- Cátion-π: interação entre um cátion e um sistema π de uma molécula, da ordem de 5~80 kJ/mol;
- π-π: interação entre os sistemas π de duas moléculas, da ordem de 0~50 kJ/mol
- van der Waals: interações dispersivas, da ordem de <5 kJ/mol;
- efeitos solvofóbicos: interações relativas ao grau de solvatação com determinado solvente, com energia dependendo do sistema.

Um exemplo de interação com complementaridade e cooperatividade seria a interação de um ácido de Brønsted (doador de próton) com uma base de Brønsted (aceptora de próton), de forma a haver uma ligação de hidrogênio formada entre as moléculas.

## Química hospedeiro-convidado

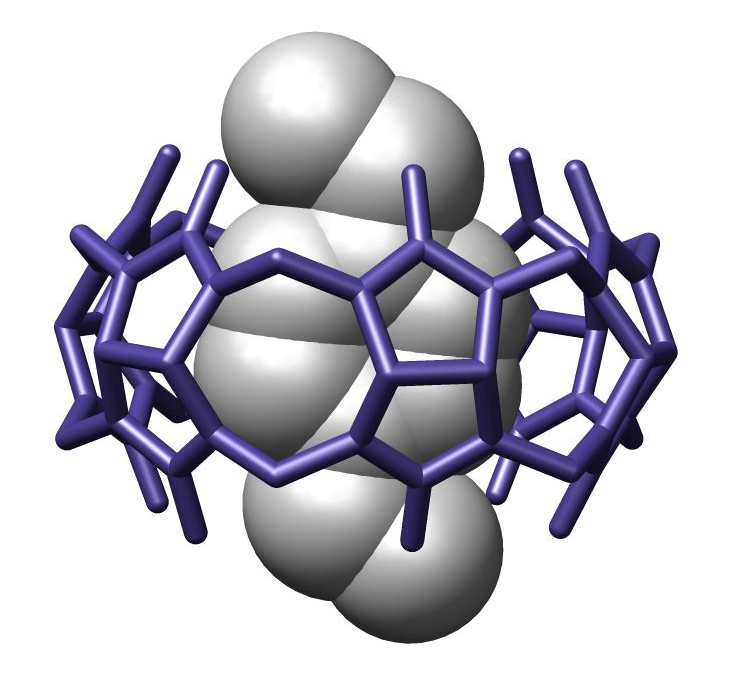
Complexo hospedeiro-convidado com um p-xililenodiamônio ligado com um cucurbituril

Um complexo hospedeiro-convidado para ser formado vai depender de diversos fatores intrínsecos a molécula hospedeira e convidada, tais como seus formatos, flexibilidade, grupos funcionais e sítios de ligação. O hospedeiro, por ser maior que o convidado, tende a alterar mais sua conformação para se ligar a outra molécula, e pode possuir mais de um sítio de ligação, podendo possuir diversos convidados em sua estrutura.

### Molécula hospedeira
O hospedeiro pode ser uma molécula acíclica, chamada de podando, ou uma molécula macrocíclica. Podandos costumam ter ligações com maior liberdade de rotação e gerar confôrmeros de menor energia com a formação da ligação hospedeiro-convidado, enquanto para com macrociclos, com menor liberdade, a estabilização entálpica é menor, porém a reação de descomplexação também é favorecida para podands e estes não possuem uma afinidade intrínseca pelo convidado tão predominante quanto hospedeiros cíclicos. Logo hospedeiros acíclicos tendem a possuir menores constantes de ligação que cíclicos. A constante de ligação (K) é a constante que define o equilíbrio entre a formação e a destruição de complexos hospedeiro(H)-convidado(C), e é definida (para uma cinética 1:1) por:
{\displaystyle H+C\rightleftharpoons H.C}
{\displaystyle K={\frac {[H.C]}{[H][C]}}}
Quando um hospedeiro pode interagir com mais de um convidado, pode haver cooperatividade entre os convidados, na qual a presença de uma espécie aumenta a afinidade do hospedeiro pela outra, ou competitividade, na qual a presença de uma diminui a afinidade do hospedeiro pela outra. Neste último caso a seletividade do hospedeiro por um convidado em detrimento do outro vai depender de fatores termodinâmicos, como a força de ligação entre eles e mudança conformacional, e cinéticos, como a energia de ativação das reações, e é definida por:
{\displaystyle Seletividade={\frac {K_{Conv1}}{K_{Conv2}}}}
Um hospedeiro é chamado pré-organizado quando este não necessita de grande alteração conformacional para alocar o convidado. A pré-organização do hospedeiro aumenta a seletividade por determinado convidado e favorece a formação do complexo entrópica e entalpicamente, devido a baixa alteração conformacional e maior facilidade da ligação com os sítios já organizados na estrutura. A este efeito se dá o nome de Efeito Macrocíclico.

### Tipos de hospedeiros
As moléculas hospedeiras podem ser classificadas quanto ao tipo de convidados que complexam.

#### Receptores de cátions
A formação de aglomerados contendo cátions metálicos, tais como Na+, K+, Mg2+, Ca2+, dentre outros, é de fundamental importância para o funcionamento de sistemas biológicos, uma vez que estes íons são transportados por diversas membranas através de proteínas que complexam esses metais com hospedeiros receptores de cátions e os transportam para dentro ou fora de determinada célula ou organela celular. A elucidação estrutural de uma proteína responsável por transportar K+ resultou no Prêmio Nobel de Química de 2003 a Roderick MacKinnon.
A síntese de éteres coroa, éter múltiplos cíclicos, e criptandos também promoveu a premiação de Charles J. Pedersen e Jean-Marie Lehn, juntamente a Donald Cram, com o Prêmio Nobel de Química 1987, sendo considerados os pais da química supramolecular. Esses éteres são altamente seletivos para com os cátions que complexam, dependendo do tamanho da cadeia do éter e do tamanho do íon. Por exemplo o éter de coroa com 6 unidades de éter, [18]coroa-6 é bastante seletivo para K+ (ilustrado na figura 2), enquanto o [21]coroa-7 é seletivo para Rb+ e Cs+. Outros éteres semelhantes ao de coroa, porém com uma ramificação acíclica longa, também são capazes de ligar cátions e são chamados de éteres lariatos. Outras moléculas capazes de formar complexos hospedeiros-convidado com cátions são esferandos, hemisferandos, heterocoroas e heterocriptandos.

#### Receptores de ânions
A aglomeração com ânions é um processo mais complexos que para com cátions, pois ânions podem vir com diferentes formas e tamanhos, tem maiores energias de solvatação dependem do pH e passam por competição para se ligarem ao hospedeiro. Para facilitar o processo pode-se usar de hospedeiros com cargas positivas ou funcionalizados com ácidos de Lewis, uma vez que a maior parte dos ânions são bases de Lewis, favorecendo a interação entre as moléculas.
Diversos tipos de hospedeiros cíclicos e acíclicos podem ser utilizados como receptores de ânions, sendo alguns exemplos calixpirróis, porfirinas funcionalizadas, catenanos e anticoroas.

#### Receptores de cátions e ânions
Neste caso o convidado vem acompanhado de um contra-íon que pode competir com a outra espécie a ser complexada. Desta forma tende-se a utilizar de contra-íon não competitivos, como íons grandes como tetraalquilamônios (cátions) ou tetraarilboratos (ânions), porém o convidado nem sempre interage bem com estes para formação de compostos isoláveis, de forma que a formação deste tipo de hospedeiro-convidado é bastante empírica.
Pode haver a recepção primeiramente de um íon (geralmente o cátion) com posterior recepção do outro (geralmente o ânion), estes hospedeiros são chamados de receptores em cascata. Receptores ditópicos exibem comportamento cooperativo entre os íons a ser aglomerados.E receptores zwitteriônicos são capazes de aglomerar zwitteríons.

#### Receptores de moléculas neutras
Receptores para moléculas neutras devem possuir sítios de ligação fortes, pois nestes complexos hospedeiro-convidado as interações entre as moléculas são mais fracas que nos outros casos, envolvendo cargas. Moléculas capazes deste tipo de recepção são:os cavitandos, que possuem uma cavidade funcionalizada; ciclofanos, que formam estruturas tipo cadeias para moléculas; ciclodextrinas, oligossacarídeos cíclicos com superfície externa hidrofílica e cavidade hidrofóbica.

## Auto-montagem molecular

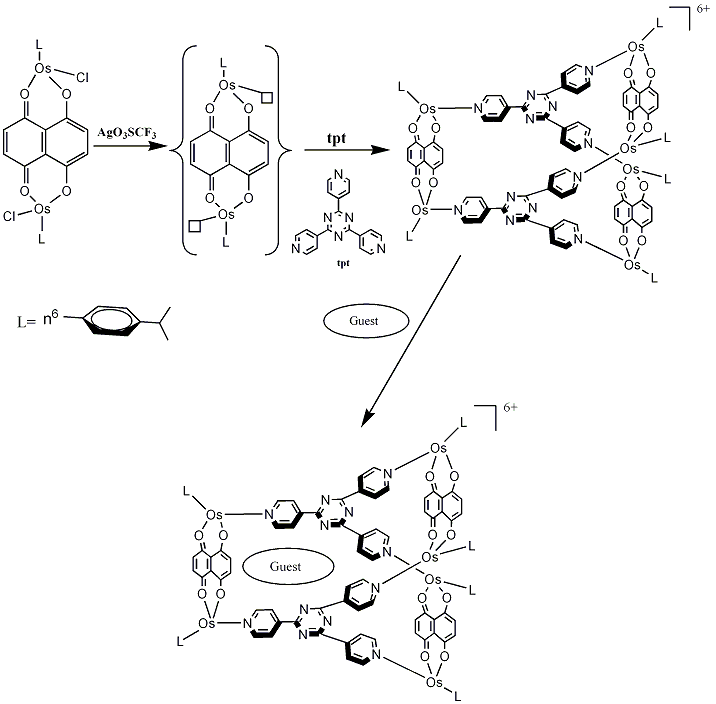
Exemplo de utilização de auto-montagem baseada em interação metal-ligante na síntese de um hospedeiro, com posterior encapsulamento do convidado.

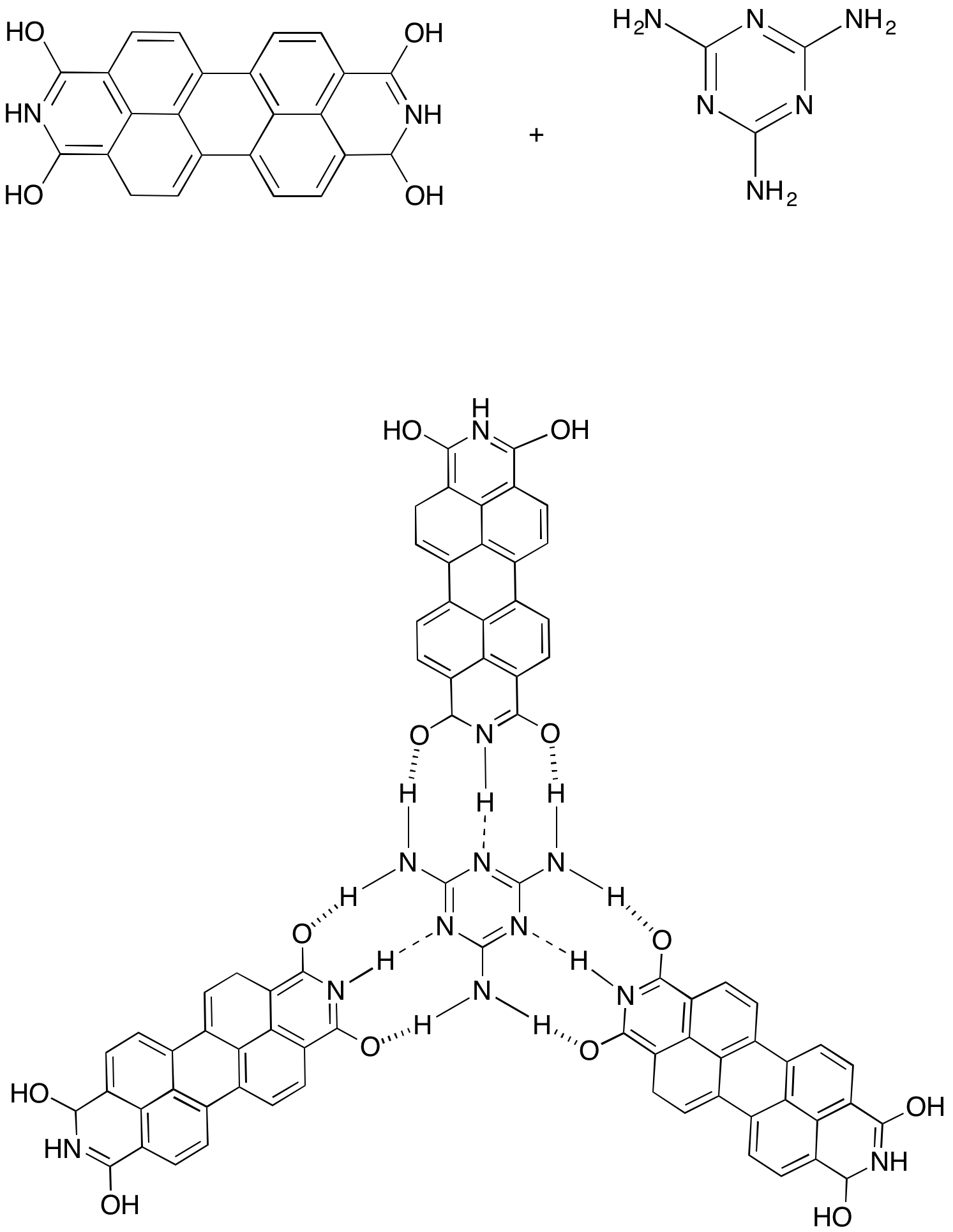
Exemplo de auto-montagem baseada em ligações de hidrogênio paralelas.

A auto-montagem é a associação espontânea e reversível de duas ou mais moléculas ou íons para formar agregados supramoleculares, maiores e mais complexos, de acordo com as informações intrínsecas às moléculas reagentes. Um exemplo de auto-montagem bem conhecido é a formação da dupla-hélice do DNA, na qual componentes das duas fitas antiparalelas interagem formando ligações de hidrogênio organizadas e seletivas. Estratégias sintéticas baseadas na auto-montagem exploram moléculas com funções químicas complementares e com boa previsibilidade estereoquímica; como por exemplo a utilização de metais e ligantes coordenantes, cuja coordenação do metal será tetraédrico, quadrado planar ou octaédrico. Outro exemplo de processo de auto-montagem direcionado é a formação de ligações de hidrogênio, principalmente quando há formação de múltiplas ligações.
O processo de auto-montagem é rápido e reversível, logo, quando constituído de múltiplas etapas e componentes, caso haja a formação de algum determinado subproduto a parte do mais termodinamicamente favorável, este pode retornar ao estado anterior e seguir a rota reacional na direção do produto mais favorável. Pode-se dizer que a auto-montagem molecular é termodinamicamente seletiva. Estas etapas que compõem o processo geral formam pequenos agregados menores, cineticamente mais favoráveis, que atuam como blocos de construção para formação do agregado final (é devido a este tipo de comportamento que constantemente observam-se comparações entre a química supramolecular e blocos de LEGOTM, utilizadas de forma didática). Interação mais fortes e/ou direcionais são formadas inicialmente, de forma que interações mais fracas e/ou estereodependentes são formadas posteriormente; esse fenômeno é chamado de Montagem Hierárquica.
O processo pode ser modificado de forma a ser facilitado energeticamente e/ou direcionado em uma determinada direção, através da utilização de etapas irreversíveis ou se utilizar de uma molécula molde para facilitar a formação do agregado. São formas de auto-montagem modificada:
- Auto-montagem direcionada: consiste da utilização de um molde, que pode ser uma molécula ou íon que direcione a auto-montagem do agregado, o qual pode, ou não, ser retirado da estrutura posteriormente;
- Auto-montagem pós-modificada: consiste da alteração de moléculas do aglomerado após ele ter sido formado, tal como a formação de ligações covalentes;
- Auto-montagem irreversível: consiste do processo no qual o agregado final não consegue reverter a etapas anteriores no equilíbrio sem haver a quebra de ligações covalentes;
- Auto-montagem assistida: consiste do processo na qual uma determinada espécie ajuda na formação do aglomerado, porém não o compõem, tal como processo se o processo fosse catalisado;
- Auto-montagem com modificação do precursor: consiste do controle da reação de auto-montagem através de modificação na estrutura de alguma molécula reagente, enquanto não houver a modificação, a reação não ocorre.

São muito encontrados em sistema biológicos exemplo de fenômenos de auto-montagem. Proteínas são cadeias de aminoácidos que se enovelam de forma a possuírem estruturas complexas e determinantes a sua atuação, sendo este processo de enovelamento um exemplo de auto-montagem, que pode ser auxiliado através da atuação de determinadas enzimas.
São exemplos de moléculas formadas por auto-montagem helicatos, rotaxanos, catenanos e nós moleculares.

## Aplicações

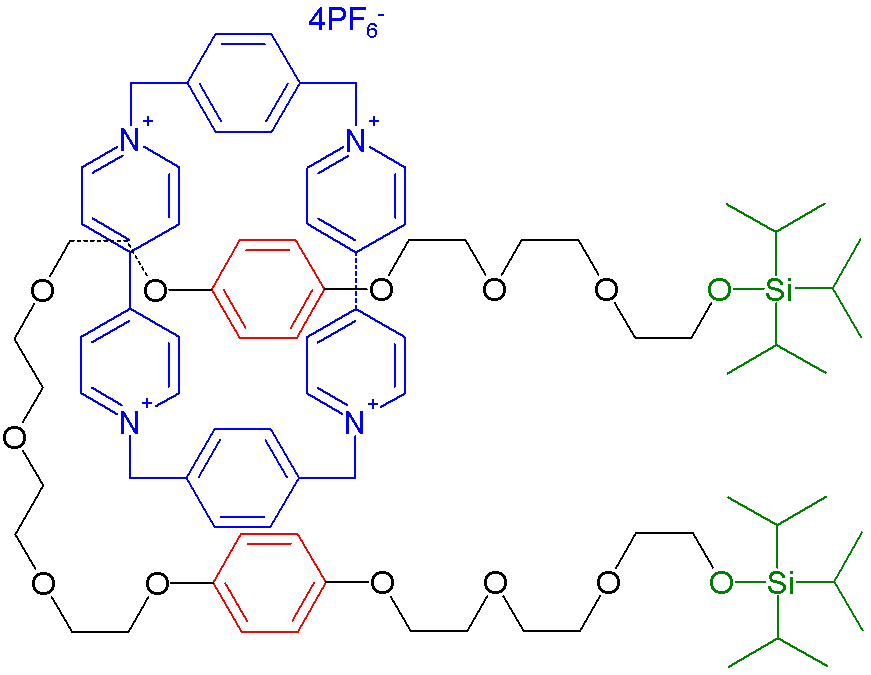
Exemplo de máquina molecular: molecular shuttle

A química supramolecular tem sido usada atualmente no desenvolvimento de novos materiais inteligentes em nanoescala e novas rotas sintéticas para estes. Com isso novos catalisadores inteligentes e nanoreatores, tais como micelas e dendrimeros, tem sido desenvolvidos explorando propriedades de reconhecimento molecular e auto-montagem molecular.
A medicina tem sido favorecida também com a química supramolecular, pois além desta ajudar no entendimento de processos bioquímicos, novos fármacos e biomateriais tem sido criados se utilizando da aglomeração de peptídeos e outras macromoléculas, e química hospedeiro-convidado.
Um dos maiores feitos da química supramolecular tem sido a criação de máquinas moleculas, trabalho pelo qual Jean-Pierre Sauvage, Sir J. Fraser Stoddart e Bernard L. Feringa receberam o Prêmio Nobel de Química de 2016. Estas máquinas em nanoescala possuem as mais diversas funcionalidades, desde nanoengrenagens e nanotransportadores a armazenadores de informação em escala molecular e nanomotores. É um campo vasto e com muito a ser explorado que atrai cada vez mais químicos.